# Diète de Metz

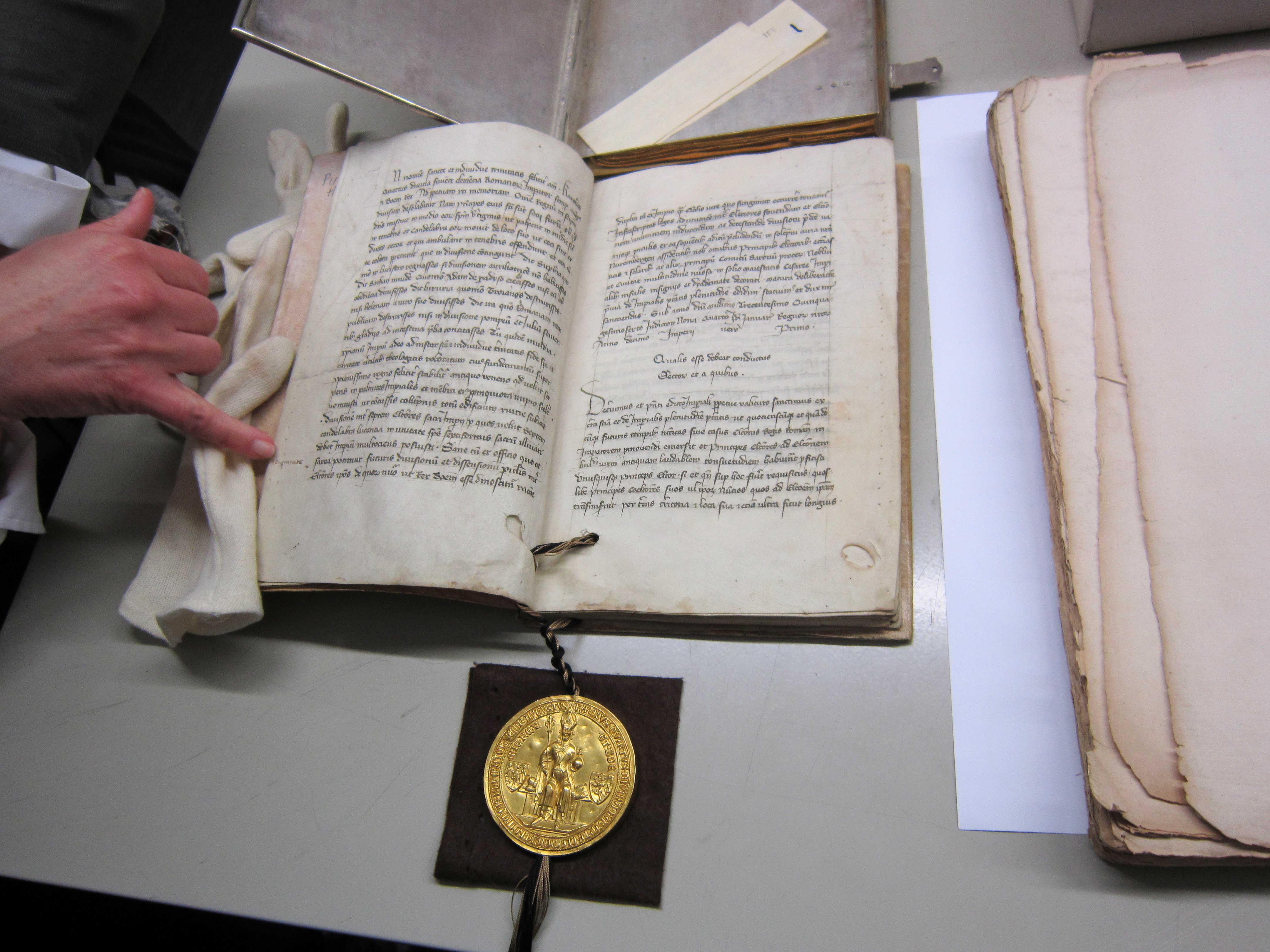
Bulle d'or de Charles IV

La diète de Metz (Metzer Hoftag) fut un rassemblement d’importance, qui eut lieu fin 1356, avec la participation de l'empereur et des princes-électeurs du Saint-Empire romain ainsi que d’autres hauts dignitaires, dans la ville de Metz, alors ville d’empire. Ce fut un événement d’intérêt primordial, organisé notamment pour la rédaction de la fameuse loi de la Bulle d’or, qui fut promulguée à Metz le jour de Noël 1356, par l’empereur Charles IV,.  

## Antécédents
Avec Charles IV, le Saint-Empire s’est doté pour la première fois depuis cent ans d’un empereur romain légitime, car couronné à Rome en 1355 en accord avec le pape, ce qui ne fut pas le cas de ses prédécesseurs. Afin d’éviter de nouvelles querelles pour le pouvoir comme celles qui eurent lieu auparavant entre son prédécesseur direct Louis IV et Frédéric le Bel, Charles voulut créer un règlement uniforme et une loi officielle définissant les modalités pour l’élection des futurs rois.
La première partie de cette loi, la Bulle d’or, également connue comme « Bulle d’or de Nuremberg », fut promulguée lors de la diète de Nuremberg, le 10 janvier 1356. Ce texte de Nuremberg annonça déjà la réunion suivante dans la ville de Metz.

### Metz auXIVesiècle
Bien que Francfort, Aix-la-Chapelle et Nuremberg furent considérées comme des villes d’importance politique du Saint-Empire vers la fin du Moyen Âge, l’empereur Charles IV choisit Metz comme lieu de discussion et de promulgation pour la seconde partie de la Bulle d’or. Déjà à l’époque, Benesch de Weitenmühle, historien de Prague, considéra le choix du lieu comme inhabituel, car situé géographiquement aux confins de l’empire. Mais pour Charles IV, la ville de Metz au début du XIVe siècle eut une importance primordiale. Ce ne fut pas seulement une des villes les plus peuplées de l’empire au nord des Alpes, mais également le premier centre régional de commerce dans la région de la moyenne Moselle. De plus, Metz fut ville libre depuis le XIIIe siècle et donc Charles ne dut rendre compte à aucun évêque. La situation géographique et politique de Metz, près du Luxembourg, fut également importante pour l’empereur, qui est issu de la maison du Luxembourg. Le lien entre Charles IV et la ville de Metz est aussi reflété dans l’œuvre de l’époque « Chronique de Jacques d'Esch ».

## Déroulement de l’évènement

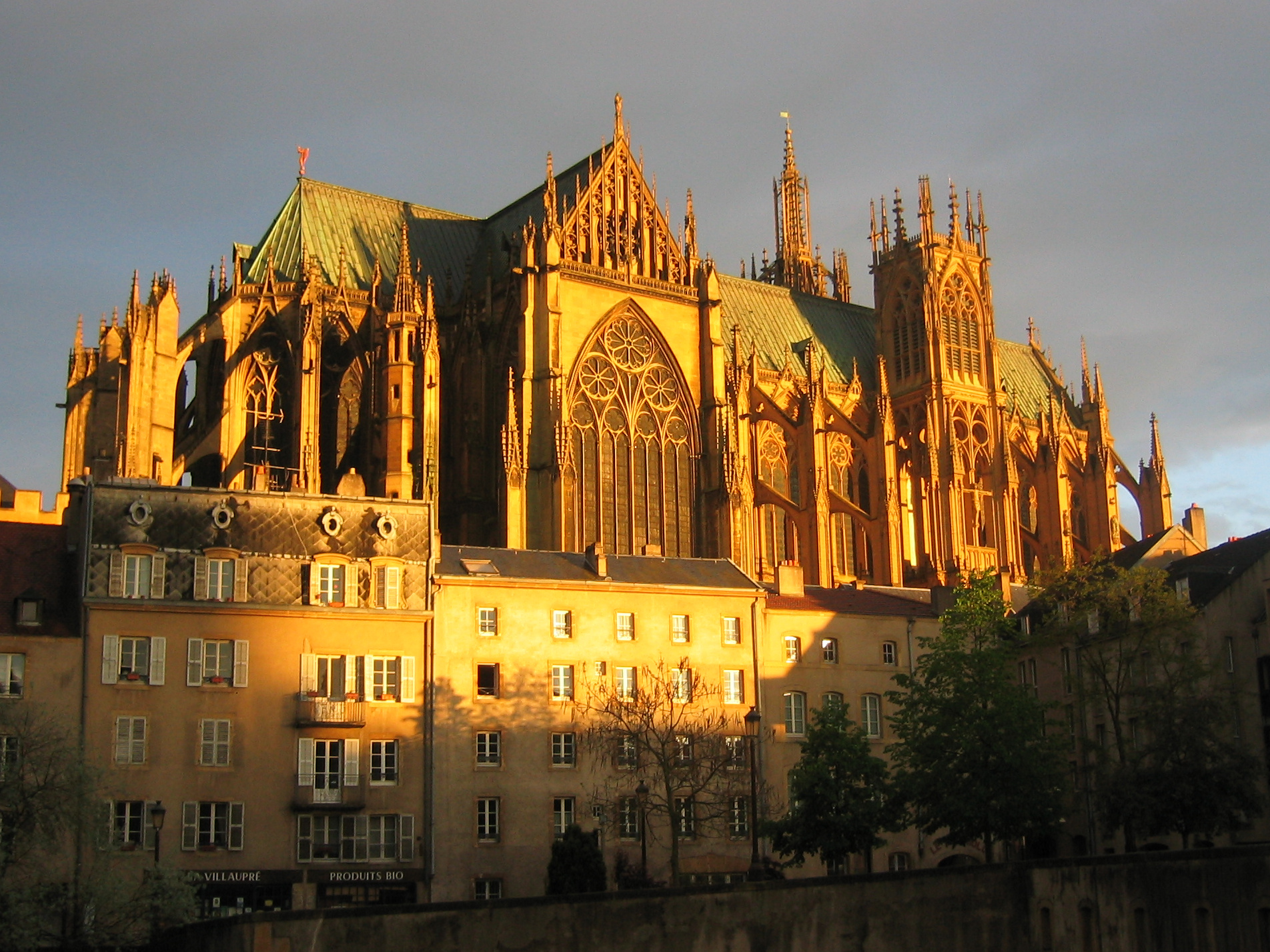
Cathédrale de Metz

Compte tenu de conflits de politique extérieure, l’évènement n’a pas pu avoir lieu comme prévu, 4 semaines après Pâques, mais débuta seulement vers la fin de l'année 1356. Les dates officielles de l’ouverture et de la fermeture du rassemblement ne sont pas connues. On connait cependant la date d’arrivée de l’empereur Charles IV, le 17 novembre, qui fut reçu par les représentants de la ville selon le cérémoniel de l’adventus. Il entra solennellement dans la cathédrale avant d’être accompagné vers le palais épiscopal. Parmi les thèmes abordés lors des discussions sont mentionnés le renouvellement de l’alliance entre Charles IV et Jean II le Bon de France, les querelles italiennes d’alors, le fief de Rudolphe II de Saxe et le règlement de problèmes dans le chapitre de chanoines de Verdun.

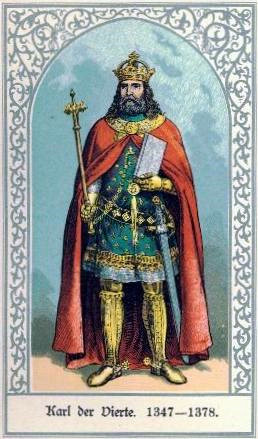
Charles IV du Saint-Empire

Dans un premier temps, les princes-électeurs ne furent pas au complet et donc la prise de décisions importantes ne fut pas possible durant les premières 3 semaines. On retarda également le traitement des questions concernant la politique étrangère, dû à l’arrivée tardive du Dauphin (futur roi de France Charles V le Sage). Les premières semaines du rassemblement furent ainsi occupées par des thèmes annexes, tels que les privilèges à accorder à Robert Ier du Palatinat ou celles d’Aix-la-Chapelle en tant que ville de Charlemagne. Lorsque tous les princes-électeurs furent au complet, du 12 au 22 décembre, les discussions se concentrèrent sur des questions intérieures. Il en alla de la confirmation du roi de Bohème en tant qu’électeur ainsi que de la négociation sur les questions concernant l'ordre public dans les duchés de Lorraine et de Bar. L’arrivée du Dauphin et des légats apostoliques, dont le cardinal Hélie de Talleyrand-Périgord, le 21/22 décembre, permit de traiter des questions concernant la relation du Saint-Empire avec la France, dont probablement la situation de la France après la bataille de Poitiers. Furent également à l’ordre du jour les conflits entre l’empereur et la curie romaine et bien sur l’élaboration des derniers chapitres de la fameuse Bulle d’or.
Finalement le jour de Noël, le 25 décembre 1356, durant un splendide banquet sur le Champ-à-Seille, actuellement la place Coislin à Metz, cette loi de la Bulle d’or fut officiellement et solennellement proclamée par l’empereur Charles IV. Le texte entra de suite en vigueur et le déroulement cérémoniel, tel que stipulé dans ce document, fut pratiqué pour la première fois sur place.
Après cet apogée, les différentes délégations commencèrent peu à peu à quitter Metz. Le point final de l’événement fut marqué par le départ de l’empereur le 7 janvier 1357.

## La Bulle d’or de Metz
À Metz furent élaborés et promulgués les chapitres 24 à 31, mentionnés ci-dessous, qui constituent la deuxième partie de la Bulle d’or. Dans la version originale, rédigée en latin, seuls les chapitres 27 et 30 ont un titre. Les autres chapitres ne sont délimités que par des espaces, et présentés ici avec un résumé entre parenthèses. La numérotation affichée est une version moderne facilitant la lecture : 
- 24. (Droit de Majesté pour les princes-électeurs)
- 25. (Droits de succession dans les états du Saint Empire)
- 26. (Porteurs des Regalia du Saint-Empire)
- 27. Tâches cérémonielles des princes-électeurs lors de diètes solennelles (De officiis principum electorum in solempnibus curiis imperatorum vel regum Romanorum)
- 28. (Plan de table pour l'empereur, l'impératrice et les princes électeurs)
- 29. (Lieux d’élection et de couronnement du roi)
- 30. Attributions de fiefs aux princes-électeurs (De iuribus officialium, dum principes feuda sua ab imperatore vel rege Romanorum recipiunt)
- 31. (Éducation des fils des princes-électeurs et apprentissage des langues allemand, latin, italien et slave)[10].

Le chapitre 24 est destiné à protéger le roi et les princes-électeurs de l’empire. Selon ce texte, une conspiration envers ces personnes est punie par la peine de mort. Cette loi se base sur la loi romaine lex Quisquis (en) qui ne fut que légèrement modifié en mentionnant les princes-électeurs à la place des sénateurs.
Le deuxième chapitre de la Bulle d’or de Metz (chapitre 25) est considéré en tant que complément au chapitres 7 et 20 de la Bulle d’or de Nuremberg qui traite l’intégrité des territoires des différents électorats. Les chapitres 26 à 29 définissent la base pour la cérémonie solennelle lors des diètes pour le couple impérial et les princes-électeurs y compris le plan de table, qui ne définit non pas seulement la hauteur des tables, mais également les emplacements des princes selon leur rang.
L’avant-dernier chapitre concerne les taxes payables par les princes-électeurs lors de la création ou le renouvellement d’un fief, alors que le chapitre 31 stipule l’éducation linguistique pour les héritiers des princes dans les langues les plus parlés dans l’Empire.

## Anecdotes sur le festin
Il est transmis que lors du banquet de proclamation de la Bulle d'or, à l'endroit de l'actuelle place Coislin à Metz, Charles IV fut servi par les sept princes-électeurs, qui lui portèrent les mets à cheval. Aussi, durant ce repas, l’empereur aurait changé trois fois de diadème, coiffant successivement les couronnes de fer, d’argent et d’or.
Selon la chronique messine dite « de Praillon », la pièce centrale du festin fut un bœuf entier « à la Troyenne » rôti à la broche, dans lequel on aurait mis un porc, farci lui-même d’un mouton et dans lequel on aurait mis une oie, dans le ventre de laquelle se trouva une caille et dans la caille un œuf !
L’opulence de ce festin pantagruélique est dépeinte dans l’œuvre « splendeur et richesse de la république messine » du peintre Auguste Migette (1802-1884),,.